# 折可存
折可存（1096年—1126年9月22日）字嗣长，北宋云中（今山西大同）人，折氏世居云中，为一方豪强大族。折可存为折继闵孙，折克行子。折可存曾祖為简州团练使，赠崇信军节度使折惟忠，祖父果州团练使，赠太尉折继闵，父秦州观察使，赠少师折克行。
折可存以父荫入仕为右班殿直，俄迁左侍禁，官制行，改为忠训郎，充经略司准备差使。他在仲兄折可求手下掌管机宜文字。他设谋以不满百的伏兵生擒西夏扰边的将领女崖，以功奏迁秉议郎、閤门祗侯，升第四副将。宣和元年（1119年），宋军攻打西夏，他以斩获军功升閤门宣赞舍人。
宣和二年，方腊起兵反叛，折可存以第四将从军，兼率其他三将兵，在童贯领军下讨平方腊，迁武节大夫。
宣和三年，宋江等人剽掠山东一路，折可存奉命征讨，不久海州知州张叔夜募死士千人，烧毁宋江军的海船，伏兵擒其副贼，宋江被迫投降。折可存迁武功大夫。后在太原知府张孝纯手下任河东第二将。
宣和七年（1125年），金国兵分两路进攻宋朝，西路军以完颜宗翰为首。宣和七年十二月初八日（1126年1月3日），童贯带领自己的胜捷军逃离太原前线。宣和七年十二月十八日（1126年1月13日），金军包围太原，折可存驻兵崞县（今山西原平市崞阳镇），金军攻破崞县，折可存被俘虏押到应州（山西应县）。靖康元年（1126年），折可存从应州逃离，向南跑到中山府（今定州市），靖康元年九月初四日（1126年9月22日），终于中山府北寨，享年三十一。建炎四年十月初四日（1130年11月6日），葬于府州西天平山武恭公域（父折克行墓）之东。为人刚直不挠，豪爽有大节，笃学喜士，敏于为政，名重缙绅间。

## 家族
- 曾祖父：折惟忠，简州团练使、赠崇信军节度使
- 曾祖母：刘氏，彭城郡夫人。
- 祖父：折继闵，果州团练使、赠太尉
- 祖母：刘氏，云安郡夫人
- 祖母：慕容氏，齐安郡夫人
- 祖母：郭氏，咸安郡夫人
- 父亲：折克行，秦州观察使、赠少师，谥曰武恭。
- 母亲：王氏，秦国夫人
  - 夫人：张氏，封安人，吉州刺史张世景之女，生一子一女。
    - 子：折彦深，保义郎，早亡。
    - 女：折氏，配范景仁曾孙范圭。